# Philippe Gomès
Philippe Gomès (ur. 27 października 1958 w Algierze) – francuski i nowokaledoński polityk oraz prawnik, prezydent rządu Nowej Kaledonii w latach 2009–2011, poseł do Zgromadzenia Narodowego.

## Życiorys
Philippe Gomès urodził się w 1958 w Algierze jako syn policjanta. Do Nowej Kaledonii przybył wraz z rodziną w latach 70. Po ukończeniu szkoły średniej na wyspie wyjechał do Europy na studia prawnicze na Université Nice-Sophia-Antipolis. Po uzyskaniu licencjatu podjął pracę w administracji publicznej.
W latach 80. zaangażował się w działalność publiczną. W 1989 objął stanowisku mera miasta La Foa, które zajmował do 2008. Jako burmistrz zapoczątkował w mieście znany festiwal filmowy z udziałem gwiazd francuskiego kina.
W latach 1988–1999 wchodził w skład rady terytorialnej (ówczesnego parlamentu Nowej Kaledonii), a następnie od 1999 do 2004 w skład Kongresu Nowej Kaledonii. Od 1999 do 2001 był członkiem rządu, odpowiadając za resort pracy. Do 2004 był członkiem RPCR, ugrupowania związanego z UMP. W 2004 wstąpił do utworzonej partii Przyszłość Razem. Od maja 2004 do maja 2009 zajmował stanowisko prezydenta Prowincji Południowej. W październiku 2008 wystąpił z Wspólnej Przyszłości i stanął na czele własnego ugrupowania Kaledonia Razem, ugrupowania sprzeciwiającego się tendencjom niepodległościowym.
5 czerwca 2009 Philippe Gomès został wybranym na nowego prezydenta rządu Nowej Kaledonii. Zastąpił na tym stanowisku Harolda Martina. Urząd ten sprawował do 3 marca 2011, gdy ponownie objął go jego poprzednik. Przez ponad półtora roku Philippe Gomès ponownie był członkiem rządu.
W międzyczasie, w wyborach w 2012, uzyskał mandat deputowanego do Zgromadzenia Narodowego XIV kadencji. Wraz ze swoim ugrupowaniem przystąpił do frakcji Unii Demokratów i Niezależnych. W 2017 z powodzeniem ubiegał się o reelekcję do niższej izby francuskiego parlamentu.